# 올림픽 프랑스 선수단
프랑스는 근대 올림픽의 시작인 1896년 아테네 올림픽부터 현재까지 모든 동하계 올림픽 대회에 참가하고 있다. 또한 근대 올림픽 부활의 주역이자 국제올림픽위원회 (IOC) 창설을 주도한 피에르 드 쿠베르탱의 출신국으로, 오늘날 국제올림픽위원회는 영어와 함께 프랑스어를 공용어로 채택하고 있다.
제2회 하계 올림픽인 1900년 파리 올림픽을 시작으로 총 3회의 하계 올림픽을 수도 파리에 유치하였는데, 하계 올림픽을 세 번 유치한 도시는 파리 외에 런던, 로스앤젤레스 뿐이다. 동계 올림픽의 경우 제1회 대회인 1924년 샤모니 동계 올림픽을 유치하였으며 현재까지 총 3회의 동계 올림픽을 유치하였다.
프랑스 선수단은 역대 하계 올림픽 대회에서 총 750여개 메달을 획득하였으며, 수많은 종목에서 우승을 차지하였으나 대체로 펜싱과 사이클에서 두각을 드러내고 있다. 그 중에서도 사이클과 핸드볼은 역대 올림픽에서 최다 메달을 획득한 국가로 등극해 있다. 또한 역대 동계 올림픽에서는 140여개에 달하는 메달을 획득하였으며, 알파인스키에서 뛰어난 성적을 거두고 있다. 가장 많은 금메달을 획득한 선수는 바이애슬론 종목의 마르탱 푸르카드로 금 5개, 은 2개를 획득하였다.

## 유치 대회
프랑스는 현재까지 총 여섯 차례의 올림픽 대회를 유치하였으며, 하계 올림픽 3회, 동계 올림픽 3회에 이른다. 1900년 하계 올림픽, 1924년 하계 올림픽, 2024년 하계 올림픽을 파리에 유치하였고, 1924년 동계 올림픽은 샤모니에, 1968년 동계 올림픽은 그르노블에, 1992년 동계 올림픽은 알베르빌에 유치하였다.
| 대회               | 유치 도시 | 날짜               | 참가국 | 참가선수 | 종목수 |
| ------------------ | --------- | ------------------ | ------ | -------- | ------ |
| 1900년 하계 올림픽 | 파리      | 5월 14일~10월 28일 | 24개국 | 997명    | 95개   |
| 1924년 동계 올림픽 | 샤모니    | 1월 25일~2월 4일   | 16개국 | 258명    | 16개   |
| 1924년 하계 올림픽 | 파리      | 7월 5일~7월 27일   | 44개국 | 3,089명  | 126개  |
| 1968년 동계 올림픽 | 그르노블  | 2월 6일~2월 18일   | 37개국 | 1,158명  | 35개   |
| 1992년 동계 올림픽 | 알베르빌  | 2월 4일~2월 23일   | 64개국 | 1,801명  | 57개   |
| 2024년 하계 올림픽 | 파리      | 7월 26일~8월 11일  | 미정   | 미정     | 329개  |

## 메달 집계

### 하계 올림픽
개최국 자격
| 대회                  | 선수      | 금메달    | 은메달    | 동메달    | 총합      | 순위      |
| --------------------- | --------- | --------- | --------- | --------- | --------- | --------- |
| 1896년 아테네         | 13        | 5         | 4         | 2         | 11        | 4         |
| 1900년 파리           | 491       | 27        | 38        | 37        | 102       | 1         |
| 1904년 세인트루이스   | 1         | 0         | 1         | 0         | 1         | 13        |
| 1908년 런던           | 363       | 5         | 5         | 9         | 19        | 4         |
| 1912년 스톡홀름       | 119       | 7         | 4         | 3         | 14        | 6         |
| 1920년 안트베르펜     | 304       | 9         | 19        | 13        | 41        | 4         |
| 1924년 파리           | 401       | 13        | 15        | 10        | 38        | 3         |
| 1928년 암스테르담     | 255       | 6         | 10        | 5         | 21        | 5         |
| 1932년 로스앤젤레스   | 103       | 10        | 5         | 4         | 19        | 6         |
| 1936년 베를린         | 201       | 7         | 6         | 6         | 19        | 5         |
| 1948년 런던           | 316       | 10        | 6         | 13        | 29        | 3         |
| 1952년 헬싱키         | 245       | 6         | 6         | 6         | 18        | 8         |
| 1956년 멜버른         | 137       | 4         | 4         | 6         | 14        | 11        |
| 1960년 로마           | 238       | 0         | 2         | 3         | 5         | 25        |
| 1964년 도쿄           | 138       | 1         | 8         | 6         | 15        | 10        |
| 1968년 멕시코시티     | 200       | 7         | 3         | 5         | 15        | 10        |
| 1972년 뮌헨           | 227       | 2         | 4         | 7         | 13        | 14        |
| 1976년 몬트리올       | 206       | 2         | 3         | 4         | 9         | 14        |
| 1980년 모스크바       | 121       | 6         | 5         | 3         | 14        | 10        |
| 1984년 로스앤젤레스   | 238       | 5         | 7         | 16        | 28        | 9         |
| 1988년 서울           | 266       | 6         | 4         | 6         | 16        | 11        |
| 1992년 바르셀로나     | 350       | 8         | 5         | 16        | 29        | 8         |
| 1996년 애틀랜타       | 299       | 15        | 7         | 15        | 37        | 6         |
| 2000년 시드니         | 336       | 13        | 14        | 11        | 38        | 6         |
| 2004년 아테네         | 308       | 11        | 9         | 13        | 33        | 7         |
| 2008년 베이징         | 323       | 7         | 16        | 20        | 43        | 10        |
| 2012년 런던           | 330       | 11        | 11        | 13        | 35        | 7         |
| 2016년 리우데자네이루 | 401       | 10        | 18        | 14        | 42        | 6         |
| 2020년 도쿄           | 385       | 10        | 12        | 11        | 33        | 8         |
| 2024년 파리           | 개최 예정 | 개최 예정 | 개최 예정 | 개최 예정 | 개최 예정 | 개최 예정 |
| 2028년 로스앤젤레스   | 개최 예정 | 개최 예정 | 개최 예정 | 개최 예정 | 개최 예정 | 개최 예정 |
| 2032년 브리즈번       | 개최 예정 | 개최 예정 | 개최 예정 | 개최 예정 | 개최 예정 | 개최 예정 |
| 총합                  | 총합      | 223       | 251       | 277       | 751       | 5         |

### 동계 올림픽
개최국 자격
| 대회                         | 선수      | 금메달    | 은메달    | 동메달    | 총합      | 순위      |           |
| ---------------------------- | --------- | --------- | --------- | --------- | --------- | --------- | --------- |
| 1924년 샤모니                | 43        | 0         | 0         | 3         | 3         | 5         |           |
| 1928년 장크트모리츠          | 38        | 1         | 0         | 0         | 1         | 6         |           |
| 1932년 레이크플래시드        | 8         | 1         | 0         | 0         | 1         | 8         |           |
| 1936년 가르미슈파르텐키르헨  | 28        | 0         | 0         | 1         | 1         | 9         |           |
| 1948년 장크트모리츠          | 36        | 2         | 1         | 2         | 5         | 7         |           |
| 1952년 오슬로                | 26        | 0         | 0         | 1         | 1         | 11        |           |
| 1956년 코르티나담페초        | 32        | 0         | 0         | 0         | 0         | –         |           |
| 1960년 스쿼밸리              | 26        | 1         | 0         | 2         | 3         | 9         |           |
| 1964년 인스부르크            | 24        | 3         | 4         | 0         | 7         | 6         |           |
| 1968년 그르노블              | 75        | 4         | 3         | 2         | 9         | 3         |           |
| 1972년 삿포로                | 40        | 0         | 1         | 2         | 3         | 12        |           |
| 1976년 인스부르크            | 35        | 0         | 0         | 1         | 1         | 14        |           |
| 1980년 레이크플래시드        | 22        | 0         | 0         | 1         | 1         | 14        |           |
| 1984년 사라예보              | 32        | 0         | 1         | 2         | 3         | 11        |           |
| 1988년 캘거리                | 68        | 1         | 0         | 1         | 2         | 15        |           |
| 1992년 알베르빌              | 109       | 3         | 5         | 1         | 9         | 7         |           |
| 1994년 릴레함메르            | 98        | 0         | 1         | 4         | 5         | 11        |           |
| 1998년 나가노                | 106       | 2         | 1         | 5         | 8         | 11        |           |
| 2002년 솔트레이크시티        | 114       | 4         | 5         | 2         | 11        | 8         |           |
| 2006년 토리노                | 82        | 3         | 2         | 4         | 9         | 12        |           |
| 2010년 밴쿠버                | 108       | 2         | 3         | 6         | 11        | 12        |           |
| 2014년 소치                  | 116       | 4         | 4         | 7         | 15        | 10        |           |
| 2018년 평창                  | 107       | 5         | 4         | 6         | 15        | 9         |           |
| 2022년 베이징                | 86        | 5         | 7         | 2         | 14        | 10        |           |
| 2026년 밀라노-코르티나담페초 | 개최 예정 | 개최 예정 | 개최 예정 | 개최 예정 | 개최 예정 | 개최 예정 | 개최 예정 |
| 총합                         | 총합      | 41        | 42        | 55        | 138       | 13        |           |

### 하계올림픽 종목별 메달 집계
| 종목           | 금  | 은  | 동  | 합계 |
| -------------- | --- | --- | --- | ---- |
| 펜싱           | 44  | 43  | 36  | 123  |
| 사이클         | 41  | 26  | 26  | 93   |
| 유도           | 16  | 13  | 28  | 57   |
| 승마           | 15  | 15  | 13  | 43   |
| 요트           | 15  | 14  | 20  | 49   |
| 육상           | 13  | 27  | 30  | 70   |
| 사격           | 9   | 12  | 9   | 30   |
| 역도           | 9   | 3   | 3   | 15   |
| 수영           | 8   | 16  | 19  | 43   |
| 조정           | 8   | 15  | 13  | 36   |
| 카누           | 8   | 9   | 19  | 36   |
| 양궁           | 7   | 11  | 7   | 25   |
| 복싱           | 6   | 9   | 10  | 25   |
| 테니스         | 5   | 6   | 8   | 19   |
| 레슬링         | 4   | 4   | 10  | 18   |
| 핸드볼         | 4   | 2   | 1   | 7    |
| 체조           | 3   | 10  | 9   | 22   |
| ( 크로켓 )     | 3   | 2   | 2   | 7    |
| 축구           | 1   | 1   | 0   | 2    |
| 수구           | 1   | 0   | 2   | 3    |
| 가라테         | 1   | 0   | 0   | 1    |
| ( 모터레이싱 ) | 1   | 0   | 0   | 1    |
| 배구           | 1   | 0   | 0   | 1    |
| 농구           | 0   | 4   | 1   | 5    |
| 태권도         | 0   | 3   | 5   | 8    |
| 럭비           | 0   | 3   | 0   | 3    |
| 근대5종        | 0   | 1   | 2   | 3    |
| 탁구           | 0   | 1   | 1   | 2    |
| 다이빙         | 0   | 1   | 0   | 1    |
| 아티스틱스위밍 | 0   | 0   | 1   | 1    |
| 트라이애슬론   | 0   | 0   | 1   | 1    |
| 마라톤 수영    | 0   | 0   | 1   | 1    |
| 합계 (32개)    | 223 | 251 | 277 | 751  |

### 동계올림픽 종목별 메달 집계
| 종목         | 금 | 은 | 동 | 합계 |
| ------------ | -- | -- | -- | ---- |
| 알파인스키   | 16 | 17 | 18 | 51   |
| 바이애슬론   | 12 | 9  | 12 | 33   |
| 스노보드     | 4  | 5  | 4  | 13   |
| 피겨스케이팅 | 4  | 3  | 7  | 14   |
| 프리스타일   | 3  | 6  | 6  | 15   |
| 노르딕복합   | 2  | 1  | 1  | 4    |
| 크로스컨트리 | 0  | 1  | 4  | 5    |
| 봅슬레이     | 0  | 0  | 1  | 1    |
| 스키점프     | 0  | 0  | 1  | 1    |
| 컬링         | 0  | 0  | 1  | 1    |
| 합계 (10개)  | 41 | 42 | 55 | 138  |

## 같이 보기
- 분류:프랑스의 올림픽 참가 선수

### 해설
1. ↑  다만 1904년 세인트루이스 올림픽의 경우 이동 문제로 프랑스에서 정식 선수단을 파견하지는 않았다. 이 대회에 프랑스인 선수 알베르 코레이가 유일하게 참가한 기록은 남아 있는데, 이것으로 프랑스의 올림픽 출전이 이뤄진 것으로 보는 시각도 있고, 미국 국가대표로 출전했다는 시각도 있다.